# Scymnus abietis
Brun dvärgpiga (Scymnus abietis) är en skalbaggsart som först beskrevs av Gustaf von Paykull 1798. Den ingår i släktet Scymnus och familjen nyckelpigor.

## Beskrivning
Arten är jämnfärgat ljusbrun, utan några prickar eller markeringar. Ovansidan är täckt av liggande, bakåtriktade hår. Som det svenska trivialnamnet antyder, är arten mycket liten, från drygt två till tre mm.

## Utbredning
Utbredningsområdet omfattar Mellan- och södra Nordeuropa (med undantag för Brittiska öarna) samt vidare österut via Vitryssland, Ukraina och Ryssland till Sibirien, Fjärran Östern och Mongoliet. I Sverige förekommer arten med fynd i Skåne samt i östra delarna av landet upp till södra Norrland (Medelpad), medan den i Finland främst har observerats i de södra delarna av landet (inklusive Åland), i öster upp till Norra Savolax.

## Ekologi
Habitatet utgörs av barr- och blandskog samt högmossar. Arten lever främst på granar, men kan även förekomma på tall, i barrträdsförna, samt mindre ofta på äppelträd i trädgårdar. Både larven och den fullbildade insekten lever av bladlöss och växtkvalster. På äppelträd tar arten framför allt ullsköldlusen Phenacoccus aceris. Nyckelpigan är aktiv mellan april och september.